# Ursula Pollack
Ursula Pollack (* 27. Oktober 1919 in Berlin; † nach 1942) war eine deutsche Schwimmerin und Olympiateilnehmerin. Sie startete für den SC Spandau 04.
Bei den Olympischen Spielen 1936 in Berlin war sie Mitglied der 4 × 100-m-Freistilstaffel, die in der Besetzung Ruth Halbsguth, Leni Lohmar, Inge Schmitz, Gisela Arendt und Ursula Pollack in 4:36,8 min die Silbermedaille hinter den Niederlanden (Gold in 4:36,0 min) und vor den USA (Bronze in 4:40,2 min) gewann.
Darüber hinaus wurde Ursula Pollack dreimal in Folge (1940, 1941 und 1942) Deutsche Meisterin über 100 m Freistil.